# Шляпін Георгій Епіфанович
Георгій Епіфанович Шляпін (нар. 1911 — пом. 1987, Волгоград, РРФСР) — радянський футболіст, тренер та футбольний арбітр, виступав на позиції нападника. Учасник «Матчу на руїнах Сталінграда».

## Життєпис
Вихованець одеського футболу. Представник футбольної сім'ї. Брати Микола та Михайло також були футболістами. Михайло в 1950-х роках став арбітром всесоюзної категорії, а Микола виступав за сталінградське «Динамо».
Під час Сталінградської битви працював на зв'язку ВЧ в одному зі штабів.
У 1946 році Георгію Шляпіну було присвоєно звання судді республіканської категорії з футболу та хокею.
15 травня 1947 року судив матч чемпіонату СРСР між сталінградським «Трактором» і московським ВПС. Головний тренер команди ВПС Анатолій Тарасов порушував правила, так як стояв за воротами свого воротаря й постійно підказував гравцям, повчав суддю й активно втручався в його дії. Неодноразові вимоги Георгія Шляпіна покинути заборонену зону тренер ігнорував. Довелося втрутитися директору стадіону Рудіну. Директор стадіону попросив тренера не порушувати правила й відійти від воріт. У відповідь на це Анатолій Тарасов зробив хуліганський вчинок по відношенню до директора стадіону, а вибігли з поля футболісти ВПС накинулися на нього. Цей безпрецедентний випадок викликав обурення всіх глядачів, які кинулися до місця інциденту. Міліція не змогла зупинити потік уболівальників. На 83-й хвилині за рахунку 2:2 суддя матчу Георгій Шляпін зупинив гру й відвів команди з поля. Наказом Всесоюзного Комітету у справах фізкультури і спорту команді ВПС у цьому матчі було зараховано поразку. А керівництво клубу звільнило від роботи головного тренера ВПС Анатолія Тарасова.

## Статистика виступів у вищому дивізіоні
| Команда                | Сезон   | Чемпіонат | Чемпіонат | Чемпіонат | Кубок | Кубок | Загалом | Загалом |
| Команда                | Сезон   | Рів.      | Матчі     | Голи      | Матчі | Голи  | Матчі   | Голи    |
| ---------------------- | ------- | --------- | --------- | --------- | ----- | ----- | ------- | ------- |
| «Трактор» (Сталінград) | 1937    | IV        | 11        | 9         | 2     | 2*    | 13      | 11*     |
| «Трактор» (Сталінград) | 1938    | I         | 20        | 4         | 0     | 0     | 20      | 4       |
| «Трактор» (Сталінград) | 1939    | I         | 1         | 0         | 0     | 0     | 1       | 0       |
| «Трактор» (Сталінград) | Загалом | Загалом   | 32        | 13        | 2     | 2*    | 34      | 15*     |
| «Динамо» (Одеса)       | 1939    | I         | 6         | 0         | 0     | 0     | 6       | 0       |
| Загалом                | Загалом | Загалом   | 38        | 13        | 2     | 2*    | 40      | 15*     |

Примітки: знаком * відзначені колонки, дані в яких можливо більші, ніж зазначені.